# Associazione Sportiva Acireale 1994-1995
Questa voce raccoglie le informazioni riguardanti l'Associazione Sportiva Acireale nelle competizioni ufficiali della stagione 1994-1995.

## Stagione
Nella stagione 1994-1995 l'Acireale non è riuscito a mantenere la categoria cadetta. Nella scorsa stagione, dopo aver battuto il Pisa ai rigori a Salerno, l'Acireale ottenne la storica seconda permanenza consecutiva. In questa stagione gli acesi hanno voluto puntare sul blocco che ha ottenuto la salvezza in cadetteria, tuttavia, nell'estate e inverno seguente, è stato modificato l'organico del club: gli artefici della stagione precedente chiusa in maniera positiva, ovvero l'allenatore e alcuni calciatori, hanno lasciato la società granata (il tecnico Giuseppe Papadopulo è stato sostituito con Fausto Silipo). Dopo degli avvii discreti sia nel girone d'andata che nel girone di ritorno, si hanno degli andamenti a singhiozzo e alla fine, pur migliorando di 6 punti il record di punti ottenuti nella seconda serie nazionale, e malgrado la penalizzazione del Cosenza avvenuta in quel periodo, la squadra chiude il campionato di Serie B 1994-1995 al 17º posto con 41 punti, retrocedendo in Serie C1, per un solo e clamoroso punto, dopo due stagioni giocate in Serie B.
Nonostante la retrocessione, bisogna ricordare le vittorie al Tupparello contro alcune squadre retrocesse dalla Serie A che poi saranno promosse, tra le quali l'Atalanta (2-0) e il Piacenza di Filippo Inzaghi (1-0). Altra vittoria importante è stata quella nel derby sul Palermo (3-1), per la seconda volta nella storia tra i cadetti.
In Coppa Italia, invece, l'Acireale è stato eliminato in casa dal club veneto del Vicenza (2-3), il quale poi, sarà anch'esso tra le compagini che otterranno la promozione in massima serie.
In questa stagione l'acese Andrea Pistella si laurea miglior marcatore con 9 reti, mentre alle sue spalle si è messo in luce il giovane Gaetano Vasari autore di 4 reti (verrà ceduto al Palermo per l'anno successivo), con 5 reti all'attivo Giacomo Modica però con 3 calci di rigore.

## Organigramma societario
- Allenatore: Fausto Silipo
- Vice allenatore: Franco Cittadino

## Rosa
| N. |                   | Ruolo | Calciatore           |
| -- | ----------------- | ----- | -------------------- |
|    | Italia (bandiera) | P     | Carmine Amato        |
|    | Italia (bandiera) | D     | Giuseppe Bonanno     |
|    | Italia (bandiera) | C     | Vladimiro Caramel    |
|    | Italia (bandiera) | D     | Michele Cataldi      |
|    | Italia (bandiera) | C     | Marco Delfino        |
|    | Italia (bandiera) | A     | Nunzio Dario Di Dio  |
|    | Italia (bandiera) | C     | Fabio Favi           |
|    | Italia (bandiera) | C     | Marcello Guglielmino |
|    | Italia (bandiera) | C     | Pasquale Logiudice   |
|    | Italia (bandiera) | A     | Fabio Lucidi         |
|    | Italia (bandiera) | D     | Elio Migliaccio      |
|    | Italia (bandiera) | C     | Giacomo Modica       |
|    | Italia (bandiera) | D     | Tommaso Napoli       |

| N. |                   | Ruolo | Calciatore          |
| -- | ----------------- | ----- | ------------------- |
|    | Italia (bandiera) | D     | Massimiliano Notari |
|    | Italia (bandiera) | D     | Angelo Pagliaccetti |
|    | Italia (bandiera) | A     | Andrea Pistella     |
|    | Italia (bandiera) | C     | Morris Manolo Ripa  |
|    | Italia (bandiera) | C     | Alessandro Scalzo   |
|    | Italia (bandiera) | D     | Antonio Sconziano   |
|    | Italia (bandiera) | D     | Mario Solimeno      |
|    | Italia (bandiera) | A     | Orazio Sorbello     |
|    | Italia (bandiera) | D     | Andrea Suriano      |
|    | Italia (bandiera) | C     | Salvatore Tarantino |
|    | Italia (bandiera) | P     | Corrado Vaccaro     |
|    | Italia (bandiera) | C     | Gaetano Vasari      |

## Risultati

### Campionato

#### Girone di andata
| Lecce 4 settembre 1994 1ª giornata | Lecce                | 0 – 0 | Acireale | Stadio Via del Mare\| Arbitro: \| Farina (Novi Ligure) \| |
| Arbitro:                           | Farina (Novi Ligure) |       |          |                                                           |

| Arbitro: | Cesari (Genova) |

|                            |           |  |
| Favi 38’ Modica 58’ (rig.) | Marcatori |  |

| Palermo 18 settembre 1994 3ª giornata | Palermo            | 0 – 0 | Acireale | Stadio La Favorita\| Arbitro: \| Tombolini (Ancona) \| |
| Arbitro:                              | Tombolini (Ancona) |       |          |                                                        |

| Arbitro: | D. Messina (Bergamo) |

|  |           |                                    |
|  | Marcatori | 57’ Curti 85’ Rinino 90’ Bracaloni |

| Arbitro: | De Santis (Tivoli) |

|                                      |           |  |
| Caccia 8’ (rig.), 45’ De Angelis 90’ | Marcatori |  |

| Arbitro: | Quartuccio (Torre Annunziata) |

|                              |           |  |
| Modica 26’ (rig.) Vasari 88’ | Marcatori |  |

| Arbitro: | Bolognino (Milano) |

|                             |           |  |
| Scarafoni 35’ Teodorani 88’ | Marcatori |  |

| Acireale 23 ottobre 1994 8ª giornata | Acireale            | 0 – 0 | Vicenza | Stadio Tupparello\| Arbitro: \| Franceschini (Bari) \| |
| Arbitro:                             | Franceschini (Bari) |       |         |                                                        |

| Arbitro: | Brignoccoli (Ancona) |

|                    |           |          |
| Tosto 45’ Paci 82’ | Marcatori | 64’ Ripa |

| Arbitro: | Pacifici (Roma) |

|              |           |                                  |
| Pistella 90’ | Marcatori | 17’ Rachini 45’ Pisano 88’ Lemme |

| Ascoli Piceno 13 novembre 1994 11ª giornata | Ascoli                       | 0 – 0 | Acireale | Stadio Cino e Lillo Del Duca\| Arbitro: \| De Prisco (Nocera Inferiore) \| |
| Arbitro:                                    | De Prisco (Nocera Inferiore) |       |          |                                                                            |

| Arbitro: | Lana (Torino) |

|  |           |            |
|  | Marcatori | 30’ Modica |

| Arbitro: | Tombolini (Ancona) |

|              |           |  |
| Pistella 65’ | Marcatori |  |

| Arbitro: | D. Messina (Bergamo) |

|                              |           |  |
| F. Marino 61’, 83’ Pizzi 64’ | Marcatori |  |

| Arbitro: | Nicchi (Arezzo) |

|                   |           |               |
| Modica 40’ (rig.) | Marcatori | 68’ Cammarata |

| Acireale 23 dicembre 1994 16ª giornata | Acireale        | 0 – 0 | Fidelis Andria | Stadio Tupparello\| Arbitro: \| Gronda (Genova) \| |
| Arbitro:                               | Gronda (Genova) |       |                |                                                    |

| Arbitro: | Pacifici (Roma) |

|                          |           |  |
| De Vitis 30’ Moretti 90’ | Marcatori |  |

| Acireale 15 gennaio 1995 18ª giornata | Acireale         | 0 – 0 | Perugia | Stadio Tupparello\| Arbitro: \| Arena (Ercolano) \| |
| Arbitro:                              | Arena (Ercolano) |       |         |                                                     |

| Arbitro: | Cesari (Genova) |

|           |           |  |
| Negri 72’ | Marcatori |  |

#### Girone di ritorno
| Arbitro: | Rosica (Roma) |

|                         |           |  |
| Lucidi 47’ Pistella 65’ | Marcatori |  |

| Arbitro: | Bonfrisco (Monza) |

|                                                 |           |  |
| F. Giampaolo 51’ Palladini 52’ Luiso 68’ (rig.) | Marcatori |  |

| Arbitro: | Boggi (Salerno) |

|                                    |           |              |
| Pistella 13’ Modica 42’ Vasari 89’ | Marcatori | 8’ Maiellaro |

| Arbitro: | Dinelli (Lucca) |

|                          |           |            |
| Franchi 15’ Giordano 39’ | Marcatori | 45’ Notari |

| Arbitro: | Beschin (Legnago) |

|              |           |                |
| Pistella 52’ | Marcatori | 48’ De Angelis |

| Arbitro: | Pacifici (Roma) |

|             |           |  |
| Scapolo 89’ | Marcatori |  |

| Arbitro: | De Santis (Tivoli) |

|              |           |            |
| Pistella 45’ | Marcatori | 90’ Hubner |

| Arbitro: | Brignoccoli (Ancona) |

|                      |           |  |
| A. Briaschi 30’, 54’ | Marcatori |  |

| Arbitro: | Cardona (Milano) |

|                                           |           |  |
| Lucidi 1’ Vignini 67’ (aut.) Pistella 90’ | Marcatori |  |

| Arbitro: | Rosica (Roma) |

|                                    |           |  |
| De Silvestro 74’ Pisano 90’ (rig.) | Marcatori |  |

| Arbitro: | Franceschini (Bari) |

|  |           |               |
|  | Marcatori | 70’ Cavaliere |

| Arbitro: | Rodomonti (Teramo) |

|           |           |  |
| Vasari 8’ | Marcatori |  |

| Arbitro: | Quartuccio (Torre Annunziata) |

|                                      |           |                  |
| Cerbone 11’, 90’ Pistella 73’ (aut.) | Marcatori | 58’ (aut.) Fogli |

| Arbitro: | Cinciripini (Ascoli Piceno) |

|  |           |              |
|  | Marcatori | 6’ F. Marino |

| Arbitro: | Bolognino (Milano) |

|              |           |  |
| Cammarata 9’ | Marcatori |  |

| Andria 21 maggio 1995 35ª giornata | Fidelis Andria      | 0 – 0 | Acireale | Stadio degli Ulivi\| Arbitro: \| Borriello (Mantova) \| |
| Arbitro:                           | Borriello (Mantova) |       |          |                                                         |

| Arbitro: | Bonfrisco (Monza) |

|              |           |  |
| Pistella 18’ | Marcatori |  |

| Arbitro: | Beschin (Legnago) |

|                                   |           |                         |
| Mazzeo 38’ Cornacchini 73’ (rig.) | Marcatori | 43’ Lucidi 60’ Pistella |

| Arbitro: | Rosica (Roma) |

|                       |           |             |
| M. Ripa 1’ Vasari 50’ | Marcatori | 25’ Marulla |

### Coppa Italia
| Arbitro: | Cardona (Milano) |

|                     |           |                                                 |
| Favi 45’ Lucidi 71’ | Marcatori | 11’ F. Gasparini 65’ (aut.) Favi 70’ Lombardini |